# Ortyl
Ortyl z niemieckiego Urteil czyli wyrok. Każde orzeczenie (wyrok, sentencja) sądu prawa niemieckiego.
Sprawę zakładano w sądzie właściwym pozwanemu (wyjątkiem było złapanie na gorącym uczynku, ten wyjątek w stosunku do szlachty zlikwidowano na początku XVI w. ). Poza przypadkami gdy sąd odbywał się między osobami podległymi jednemu panu   (na wsi, wobec swoich poddanych sądy sprawował wyłącznie sołtys i jako wyższa instancja pan) sprawy trafiały do miejscowych sądów właściwych, zależnie od stanu skarżonego był to sąd ziemski (dla szlachty) lub sąd grodzki (dla wolnych kmieci i mieszczan). Od wyroków można było składać apelację do sądu wyższej instancji, najprzedniejszego miasta danej prowincji, na przykład dla całej Rusi był to sąd miejski we Lwowie. Jeśli strony były w dalszym ciągu niezadowolone, apelację składano do miasta z którego brano wzór lokacji a od czasów Kazimierza Wielkiego do  sądu prawa wyższego magdeburskiego na zamku w Krakowie a dalej do majestatu królewskiego w którego imieniu działali komisarze 6 miast. Znaczenie historyczne mają orzeczenia sądów najwyższych np. Sądu Sześciu Miast które potwierdzane przez króla jako edykty obowiązywały w całej Polsce.
W codziennej praktyce sądowej wyróżniano dwa rodzaje ortyli:
- diffinitiva to przypadek klasyczny, kończący się typowym orzeczeniem winy i należnej kary.
- interlocutoriam aut accessoriam gdy sprawa kończyła się ustaleniem że oskarżony to nie ta osoba, gdy oskarżyciel nie przybył, gdy zawarto ugodę, itd.